# Baverstock
Baverstock är en by i civil parish Dinton, i distriktet Wiltshire, i grevskapet Wiltshire, i England. Byn är belägen 12 km från Salisbury. Baverstock var en civil parish fram till 1934 när blev den en del av Dinton. Civil parish hade 43 invånare år 1931. Byn nämndes i Domedagsboken (Domesday Book) år 1086, och kallades då Babestoche.